# Nhã hoa
Nhã hoa hay còn gọi đơn rau má, vảy ốc đỏ, cỏ bi đen (danh pháp khoa học: Lobelia nummularia) là loài thực vật có hoa trong họ Hoa chuông. Loài này được Lam. mô tả khoa học đầu tiên năm 1792.